# Emperor Magus Caligula
Emperor Magus Caligula (Carl Magnus Broberg, nasceu em 25 de maio de 1973 na Suécia) é um músico sueco, mais conhecido por seu trabalho na banda black metal Dark Funeral, a qual integrou entre 1996 até 2010. Iniciou sua carreira na banda Hypocrisy e  também fez parte das bandas Demonoid, God Among Insects, Witchery e Dominion Caligula.
Em julho de 2011 a banda Witchery anunciou a entrada de Caligula como vocalista, substituindo Legion.

## Discografia

### Dark Funeral
- Angelus Exuro Pro Eternus (2009)
- Attera Totus Sanctus (2005)
- De Profundis Clamavi Ad Te Domine [Live] - (2004)
- Diabolis Interium (2001)
- In the Sign... (2000)
- Teach Children To Worship Satan (2000)
- Vobiscum Satanas (1998)

### God Among Insects
- Zombienomicon (2006)
- World Wide Death (2004)

### Dominion Caligula
- A New Era Rises (2000)

### Hypocrisy
- Penetralia (1992)
- Osculum Obscenum (1993)

### The Project Hate
- Hate, Dominate, Congregate, Eliminate